# الکس کروز
الکس کروز (انگلیسی: Álex Cruz؛ زادهٔ ۱۹۶۶) کارآفرین و مدیر ارشد اجرایی اهل اسپانیا است، که هم‌اکنون بعنوان مدیرعامل شرکت هواپیمایی بریتیش ایرویز فعالیت می‌کند.